# Upper Riccarton
Upper Riccarton  est une banlieue de la cité de Christchurch dans la région de Canterbury, située dans l’Île du Sud de la Nouvelle-Zélande.

## Situation
Elle est localisée juste à l’ouest de la banlieue de la ville de Riccarton.

## Installations
Upper Riccarton est faite d’une zone résidentielle, de magasins de détail et de zone scolaires. 
Il comprend une intersection majeure connue sous le nom de "Church Corner" (l’intersection dans Riccarton, de la Main South et de la Yaldhurst Roads).

## Éducation
Riccarton High School (en) est localisée tout près de ‘Church Corner’. Une autre école secondaire locale est St Thomas of Canterbury College (en).

## Monument
Un élément local marquant est l’église anglicane St Peter. L’église initiale en bois a été consacrée en 1858 et fut construite par Isaac Luck (en) puis reconstruite, la dernière église en pierre, a été construite entre 1876 et 1929, avec Benjamin Mountfort comme architecte pour les travaux initiaux mais surtout Cecil Wood (en), qui a entrepris la plus grande partie de la conception architecturale .
Le hall de la Communauté de Upper Riccarton et la bibliothèque scolaire furent ouvertes le 23 janvier 2006.